# Alessandra Aguilar
Alessandra Aguilar Morán (Lugo, 1 de julio de 1978) es una exatleta española especializada en maratón y campo a través, olímpica en Pekín 2008, Londres 2012 y Río 2016. Considerada como una de las mejores maratonianas españolas de todos los tiempos.

## Biografía
Nacida en Lugo el 1 de julio de 1978. Afincada en Torrelodones. Compatibilizó sus estudios en Madrid con sus entrenamientos. Se graduó en Magisterio de Inglés.
En la actualidad, forma parte del club Clínica Dental Seoane-Pampín, entrenando a las órdenes de Antonio Serrano Sánchez y su mánager Jesús Oliván Mallén.[actualizar]
Internacionalidades absolutas 40 desde (1999-2017).

## Trayectoria
Comenzó desde pequeña por la afición de su padre Daniel Aguilar González, participando en su primera carrera con tan sólo 2 años. En Lugo, empezó a entrenar a las órdenes de Mariano Castiñeira, llegando así los primeros títulos nacionales en categoría cadete y júnior. 
Participó en su 1.er Campeonato del Mundo de campo a través en Sudáfrica en 1995.En ese mismo año, se proclama Campeona de Europa júnior de campo a través en Charleroi (oficioso). Siendo posteriormente Campeona de España promesa 5000 m en Torremolinos en 1999 y en Puertollano en el 2000. 
En el 2000 consiguió el récord de España promesa de 10000m en Baracaldo con una marca de 32':48".89. En ese mismo año se proclama Campeona de España promesa de Cross en Ourense. 
En el 2001 fue sexta en los 10.000m de la Universidad de Pekín y primera en el Cross Internacional Valle de Llodio. 
En el 2003 se proclama cuarta en el Campeonato del Mundo de campo a través por países en Laussane y primera en el Cross del Aceite en Jaén.
El 2007 fue un buen año para esta gran atleta proclamándose campeona de Europa de campo a través por equipos en Toro y Subcampeona de España de campo a través. Realizó un gran registro en 10 km ruta con 32’26".
El 2008 fue clave para Alessandra Aguilar, saltando a la maratón con una marca de 2h:29'03"(tercera clasificada) en la maratón de Róterdam, convirtiéndose así en la mejor debutante española en maratón. Dicho registro le dio el pasaporte para ir a los JJ.OO de Pekín 2008.
En el 2009, ganó la Maratón de Hamburgo con 2h29’01", consolidándose como una claro referente de la maratón a nivel europeo y mundial. Ese año también consiguió otros grandes éxitos internacionales en cross: tercera en el Campeonato de Europa de campo a través por países en Dublín, cuarta Campeonato del Mundo de campo a través por países Amán (24ª) y primera en el Cross de Castellón.
El año 2010 fue un gran año para la atleta lucense. Quedó tercera en el Campeonato de España de campo a través en La Coruña, primera en el Cross de Quintanar de la Orden, primera en el Cross Internacional del Valle de Llodio, primera en el Cross Internacional de Venta de Baños, octava Campeonato de Europa de campo a través en Albufeira (mejor puesto español) y sexta en el Campeonato de Europa maratón en Barcelona (mejor puesto español).
El 2011 hizo su mejor marca en la maratón de Róterdam con 2h27’00, quedándose a 8 de batir el récord de España de Maratón, dándola el billete a los JJ.OO Londres 2012. Ese mismo año es invitada a correr los 10k de la Mujer en New York, donde consigue la mejor plusmarca española en 8 km . Tras esta actuación en la Gran Manzana, es contratada para correr la Maratón de New York, donde finaliza en la posición 14.ª haciendo nuevamente la mínima olímpica con un registro de 2:33':08", garantizándose de este modo su plaza en los JJ.OO de Londres 2012.
En febrero de 2012 se conoció que Aguilar había dado positivo por heptaminol (un estimulante prohibido solo en competición) en un control antidopaje tras el cross de Cantimpalos. Ella declaró que lo había tomado por error. Debido a ello fue sancionada sin competir durante 3 meses.
En el 2012, logra de nuevo batir el récord de España de 10 millas en Porstmouth con 53’57". En los JJ.OO Londres 2012, queda la 26ª de la general, 11.ª europea y 1ª española. Ese mismo año, comienza la temporada de cross con grandes resultados: 3ª en el Cross Internacional de Alcobendas, la 17.ª en el Campeonato de Europa de campo a través en Budapest, 3ª en el Cross Internacional de Venta de Baños, 4ªen el Cross Internacional de Valladolid, 5ª en el Cross Internacional de Itálica.
En el 2013, se proclama subcampeona de España de Cross con su Club el Clínica Dental Seoane-Pamín y es Campeona de España de medio maratón en Albacete (2013). Este año consigue uno de los grandes éxitos deportivos de su carrera y de la historia del atletismo español, al finalizar en el Campeonato del Mundo de Moscú 2013 con un quinto puesto.
En el 2014, tras proclamarse Campeona de España de Media Maratón en La coruña, participó en el Cto. del Mundo de Media Maratón en Copenhague, donde consiguió su mejor registro personal con una marca de 1h10'55. El verano del 2014, dejó a la atleta lucense con un sabor agridulce, debido a que en el Cto. de Europa de Zúrich, se vio obligada a abandonar en el 38km debido a una rotura de sóleo que no la permitía ni andar. Tras meses de rehabilitación, consigue reanudar su ritmo de entrenamiento con normalidad y cierra el año con victorias en el Cross de la Espada Toledana, el Cross de Aranda de Duero y el Cross de Quintanar de la Orden.
En el 2015, se proclama 4ª en el Cto. de España de campo a través en Alcobendas y campeona de España por comunidades.
En abril, en una carrera muy disputada consigue un 3 puesto en los 10 km ruta en Dublín con 33'10".
El 26 de abril, hace un 15 puesto en la maratón de Londres, con 2h 2h 29'45"consiguiendo la mínima para los mundiales de Pekín de 2015 en los que consigue el 17º puesto con 2h 33'42".
El 18 de octubre queda 2ª en la Great Birmingham de media maratón (2015).
Desde 2015 sufrió problemas en una rodilla y a finales de 2019 anunció su retirada de la competición.

## Clubes
- Clínica dental Seoane-Pampín

## Patrocinadores
- Ayuntamiento de Torrelodones
- Clínica Dental Seoane-Pampín
- Embajadora Asics
- Embajadora Victory Endurance

## Palmarés
Récords:
- Récord    España promesa de 10.000 m l en Barakaldo con 32´:48".89 (2000).
- Récord    España de 8 km en New York con 26’17” (2011).
- Récord    España de 10 millas en Porstmouth con 53’57’’ (2012).
- Récord    España de 30 km en Róterdam con 1h43’50” (2013).
- Mejor Debutante Española de Maratón en Róterdam con 2h29’03” (2008).
- Mejor Puesto de una Española en un Cto. del Mundo de Maratón en Moscú con un quinto puesto.

Historial Nacional:
- Campeona de España promesa de 5.000 m en Torremolinos (1999 y 2000).
- Campeona de España promesa de Campo a Través en Orense (2000).
- Campeona de España de Media Maratón en Albacete y La Coruña (2013-2014).
- Ganadora del Cross Internacional Valle de Llodio (2001 y 2010).
- Ganadora del Cross del Aceite (2003).
- Ganadora de la media Maratón Azcoitia-Azpeitia (2007).
- Ganadora de la Media Maratón de Alcalá de Henares (2007).
- Ganadora del Cross de Castellón (2009).
- Ganadora del Cross de Quintanar de la Orden (2010 y 2014).
- Ganadora del Cross Internacional de Venta de Baños (2010).
- Ganadora de los 10 km ruta 32´26"en Palma de Mallorca (2012).
- Ganadora del Cross de la Constitución en Aranda de Duero (2014).
- Ganadora del Cross La Espada Toledana (2014, 2015 y 2016).
- Ganadora del Cross de Valladolid (2016).
- Subcampeona de España de 5000 ml en Zaragoza (2006), Barcelona (2009) y Málaga (2010).
- Subcampeona de España de Campo a Través en Toro (2007).
- Subcampeona de España de 10 000 ml en Avilés (2007).
- Subcampeona en la Media Maratón de Granollers (2008).
- Subcampeona de España de Media Maratón en Alicante (2016).
- Subcampeona en los 10 km ruta de Gimnástica de Ulía (2016).
- 3.ª en el Campeonato de España de Campo a Través en La Coruña (2010).
- 3.ª en el Cross Internacional de Alcobendas (2012).
- 3ª en los 10 km ruta de Gimnástica de Ulía (2015).
- 3.ª en el Campeonato de España de Campo a Través en Calatayud (2016).
- 3.ª en el Cross Internacional de Venta de Baños (2016).
- 3.ª en el Cross de Valladolid (2017).
- 3ª en la media maratón Madrid (2017).

Historial Internacional:
- Campeona de Europa Júnior de Campo a Través en Charleroi (oficioso, 1995).
- Campeona de Europa de Campo a Través por Países en Toro (2007).
- 2ª en la media maratón de Birmingham (2015).
- 3.ª en el Campeonato de Europa de Campo a Través por Países en Dublín (2009) y Albufeira (2010).
- 3ª en la Great Spar Bupa Run de 10 km en Dublín (2007, 2014 y 2015).
- 4ª en el Campeonato del Mundo de Campo a Través por Países en Laussane (2003) y Amán (2009).
- 5ª en el Cto. de Europa de Maratón en Barcelona (2010).
- 5ª en el Cto. del Mundo de Maratón en Moscú (2013).
- 6ª en los 10.000m.l de la Universiada de Pekín (2001).
- 21ª en el Cto. del Mundo de Copenhague de Media Maratón: 1h10’56” (2014).
- 26ª en la maratón de los JJ.OO de Londre: 2h29’19” (2012).
- 54.ª en la maratón de los JJ.OO de Pekín: 2h39’29” (2008).
- Mejor puesto en un Cto. De Europa de Campo a Través: 8ª en Albufeira (2010).
- Mejor puesto en un Cto. Del Mundo de Campo a Través: 24ª en Amán (2009).

## Mejores marcas personales
| Distancia     | Tiempo     | Lugar                  | AÑO       |
| 1500 m        | 4':24".73  | España                 | 2002      |
| 3000 m        | 9':12".15  | España                 | 2007      |
| 5000 m        | 15':42".66 | Barcelona España       | 2008      |
| 10000m        | 32':42".49 | Atenas Grecia          | 2003      |
| 5 km ruta     | 16':31"    | Iurreta España         | 2005      |
| 10 km ruta    | 32':26".49 | Mánchester Reino Unido | 2007/2012 |
| Media maratón | 1h:10'55"  | Copenhague Dinamarca   | 2014      |
| 30 km ruta    | 1h:43'50"  | Róterdam Países Bajos  | 2013      |
| Maratón       | 2h:27'00"  | Róterdam Países Bajos  | 2011      |

## Marcas de maratón
| Tiempo         | Posición          | Lugar                        | Año  |
| 2h27'00"       | 4ª                | Róterdam Países Bajos        | 2011 |
| 2h27'03"       | 4ª                | Róterdam Países Bajos        | 2013 |
| 2h29'01"       | 1ª                | Hamburgo Alemania            | 2009 |
| 2h29'03"       | 3ª                | Róterdam Países Bajos        | 2008 |
| 2h29'19" JJ.OO | 26.ª              | Londres Reino Unido          | 2012 |
| 2h29'45"       | 15.ª              | Londres Reino Unido          | 2015 |
| 2h32'39"       | 5ª                | Moscú Rusia                  | 2013 |
| 2h33'08"       | 13.ª              | Nueva York Estados Unidos    | 2011 |
| 2h33'08"       | 25.ª              | Berlín Alemania              | 2009 |
| 2h33'42"       | 17.ª              | Pekín China                  | 2015 |
| 2h34'42"       | 17.ª              | Nagoya Japón                 | 2017 |
| 2h35'04"       | 6ª                | Europeos de Barcelona España | 2010 |
| 2h39'29" JJ.OO | 54.ª              | Pekín China                  | 2008 |
| 0              | Abandono (lesión) | Daegu Corea del Sur          | 2011 |
| 0              | Abandono (lesión) | Zúrich Suiza                 | 2014 |
| 0              | Abandono (lesión) | Río de Janeiro Brasil        | 2016 |